# Emil Bergendorff
Emil Ferdinand Bergendorff, född 25 maj 1864 i Jakobs församling, Stockholm, död 2 april 1921 i Solna församling, var en svensk skådespelare. Bergendorff var den förste svensk som spelade Sherlock Holmes.
Han var först gift med Marie Louise Warolin (1866–1907) och sedan med Bertha Blomberg (1883–1960). Han var far till Stig Bergendorff (1913–1995) och farfar till Leif Bergendorff.
Bergendorff är begravd på Norra begravningsplatsen i Stockholm.

## Filmografi
- 1912 – Jakten efter Margareta
- 1913 – På livets ödesvägar
- 1914 – Gatans barn
- 1916 – Dödskyssen
- 1919 – Ingmarssönerna
- 1919 – Hans nåds testamente

## Teater

### Roller
| År   | Roll        | Produktion                                          | Regi         | Teater            |
| ---- | ----------- | --------------------------------------------------- | ------------ | ----------------- |
| 1904 |             | Djurtämjerskan Pierre Decourcelle och René Maizeroy |              | Östermalmsteatern |
| 1905 | Medverkande | Bluff, revy Emil Norlander                          | John Liander | Kristallsalongen  |
| 1906 |             | Den stora strejken Emil Norlander                   |              | Alhambrateatern   |

### Fotnoter
1. ↑  ”Emil Bergendorff”. Svensk Filmdatabas. http://sfi.se/sv/svensk-filmdatabas/Item/?type=PERSON&itemid=57622&ref=%2ftemplates%2fSwedishFilmSearchResult.aspx%3fid%3d1225%26epslanguage%3dsv%26searchword%3dEmil+Bergendorff%26type%3dPerson%26match%3dBegin%26page%3d1%26prom%3dFalse. Läst 4 oktober 2012.
2. ↑  Boström, Mattias (2013). Från Holmes till Sherlock. Piratförlaget. sid. 135. ISBN 978-91-642-0221-5
3. ↑  Rotemannen, CD-ROM, Sveriges Släktforskarförbund/Stockholms Stadsarkiv (2012).
4. ↑  BERGENDORFF, STIG, teaterdirektör, Saltsjö-Duvnäs i Vem är Vem? / Stor-Stockholm 1962 / s 109.
5. ↑  Hitta graven
6. ↑  ”Teater, konst, litteratur”. Dagens Nyheter:  s. 3. 22 januari 1904. https://arkivet.dn.se/tidning/1904-01-22/12133A/3. Läst 4 augusti 2019.
7. ↑  ”Teater, konst, litteratur”. Dagens Nyheter:  s. 3. 18 maj 1905. http://arkivet.dn.se/arkivet/tidning/1905-05-18/12603A/3. Läst 28 december 2015.
8. ↑  ”Norlander på Alhambra”. Dagens Nyheter:  s. 3. 16 september 1906. http://arkivet.dn.se/arkivet/tidning/1906-09-16/13077A/3. Läst 28 december 2015.